# Bullnosstövslända
Bullnosstövslända (Enderleinella obsoleta) är en insektsart som först beskrevs av Stephens 1836.  Bullnosstövslända ingår i släktet Enderleinella, och familjen fransvingestövsländor. Arten är reproducerande i Sverige.